# Microloxia saturata
Microloxia saturata là một loài bướm đêm trong họ Geometridae.